# Campagne-sur-Arize
Campagne-sur-Arize település Franciaországban, Ariège megyében. Lakosainak száma 286 fő (2022. január 1.). Campagne-sur-Arize Les Bordes-sur-Arize, Carla-Bayle, Daumazan-sur-Arize, Le Mas-d’Azil, Montfa és Montbrun-Bocage községekkel határos.

## Népesség
A település népességének változása:
| Lakosok száma | 326  | 258  | 258  | 267  | 266  | 266  | 272  | 285  | 283  | 286  |
|               | 1968 | 1982 | 1990 | 2006 | 2013 | 2015 | 2017 | 2019 | 2020 | 2022 |